# Ortholepis
Ortholepis is een geslacht van vlinders van de familie snuitmotten (Pyralidae), uit de onderfamilie Phycitinae.

## Soorten
- O. betulae - Berkenlichtmot Goeze, 1778
- O. cretaciella de Joannis, 1927
- O. ilithyiella Caradja, 1927
- O. jugosella Ragonot, 1887
- O. myricella McDunnough, 1958
- O. nigrisparsella Caradja, 1926
- O. pasadamia Dyar, 1917
- O. polyodonta Balinsky, 1991
- O. pyrobasis Balinsky, 1991
- O. rectilineella (Ragonot, 1888)
- O. rhodorella McDunnough, 1958
- O. subgenistella (Hampson, 1901)
- O. unguinata Balinsky, 1994
- O. vacciniella (Lienig & Zeller, 1847)